# Hans Wolfgang Quassowski
Hans Wolfgang Peter Ludwig Quassowski (* 27. Oktober 1890 in Harburg, heute Hamburg-Harburg; † 25. November 1968 in Berlin) war ein Ministerialrat im Reichswirtschaftsministerium und bekannter Genealoge der Ost- und Westpreußischen Familienforschung.

## Leben
Quassowski war der Sohn des preußischen Generalleutnants a. D. Arthur Quassowski und dessen Frau Herma, geborene Jung. Er besuchte das Realgymnasium in Mainz und studierte in Genf, Göttingen, Heidelberg und Bonn Rechts- und Staatswissenschaften. Nach dem 1. Staatsexamen wurde seine Ausbildung als Gerichtsreferendar durch den Ersten Weltkrieg unterbrochen. Am Ende des Krieges war er Hauptmann der Kraftfahrtruppen der Armee-Fernsprech-Abteilung 17.
Ab 1. April 1919 war er als Regierungsreferendar in Königsberg tätig und arbeitete zeitweilig beim Landratsamt in Heilsberg und dem Magistrat in Allenstein. Nach Promotion zum Doktor der Staatswissenschaften in Königsberg und Großer Staatsprüfung für den höheren Verwaltungsdienst in Berlin wurde er 1921 als Regierungsassessor in das Reichswirtschaftsministerium berufen, wo er 1934 als Ministerialrat Leiter des Spinnstoff-Referates (heute: Textilindustrie) und ab Frühjahr 1938 Leiter des Referats für das Maß-, Eich-, Feingehalts- (Edelmetalle), Beschuss- und Versteigerungswesen wurde. Nach dem Zweiten Weltkrieg war er vom 1. Juni bis zum 15. November 1945 mit der kommissarischen Leitung der Eichdirektion Berlin-Brandenburg beauftragt, bis er auf Grund des sowjetischen Besatzungsrechts als Gießereiarbeiter bei der Metall- und Eisengießerei der Siemens-Schuckert-Werke arbeiten musste. Später siedelte er nach West-Berlin über, war seit 1950 bei der Landeseichdirektion Hannover und ab 1951 als Berater in Rechtsfragen bei der Physikalisch-Technischen Bundesanstalt in Berlin tätig. 1955 trat er in den Ruhestand.
Einen Namen bei ost- und westpreußischen Familienforschern hat sich Quassowski vor allem als Autor der Kartei Quassowski gemacht. Diese etwa 350.000 Eintragungen umfassende Kartei ist vor allem in der Zeit von etwa 1918 bis nach 1945 aus einem breiten privaten Forscherinteresse heraus entstanden. Sie enthält auf kleinen Karteikarten handschriftlich erfasste Fundstellen zu familienkundlichen Daten vor allem aus Ostpreußen, aber auch Pommern, Danzig, Berlin und Schlesien. Da viele der ausgewerteten amtlichen und kirchlichen Quellen im Zweiten Weltkrieg verlorengegangen sind, wurde diese Kartei nach seinem Tode in den Jahren 1977 bis 1993 als 24-bändiges Nachschlagewerk vom Verein für Familienforschung in Ost- und Westpreußen e. V. (VFFOW) in Hamburg mit Förderung des Bundesinnenministeriums herausgegeben. Die meisten Bände sind inzwischen nur noch als CD verfügbar.

## Veröffentlichungen
- Kartei Quassowski – Quellen, Materialien und Sammlungen. Hrsg. vom Verein für Familienforschung in Ost- und Westpreussen e. V., Hamburg; 24 Bände, 1977 bis 1993.
- Die Grundlagen des Maß- und Eichrechts. 3. Auflage, Deutscher Eich-Verlag 1954.
- Die Staatsaufsicht über die Selbstverwaltung der Städte im Geltungsbereiche der Städteordnung v. 30. Mai 1853. Rechts- und staatswissenschaftliche Dissertationen, Königsberg 1922.
- Auszug aus der Geschichte der Familie Quassowski. Veröffentlicht 1918 im Selbstverlag.